# Hruby Regiel
Hruby Regiel – dość wybitny szczyt reglowy w Tatrach Zachodnich, o wysokości 1339 m n.p.m. Wznosi się pomiędzy Doliną Małej Łąki i Stanikowym Żlebem. Od masywu Czerwonych Wierchów oddziela go głęboko wcięty Przysłop Miętusi (1190 m), natomiast od Czerwonego Gronika (1294 m) niewybitne Wyżnie Stanikowe Siodło (1271 m). Jego podstawa ma powierzchnię ok. 1,5 km². Jest jednym z najniższych szczytów, które należą do Korony Tatr, zaś wśród masywów reglowych zajmuje 7. miejsce pod względem wysokości.

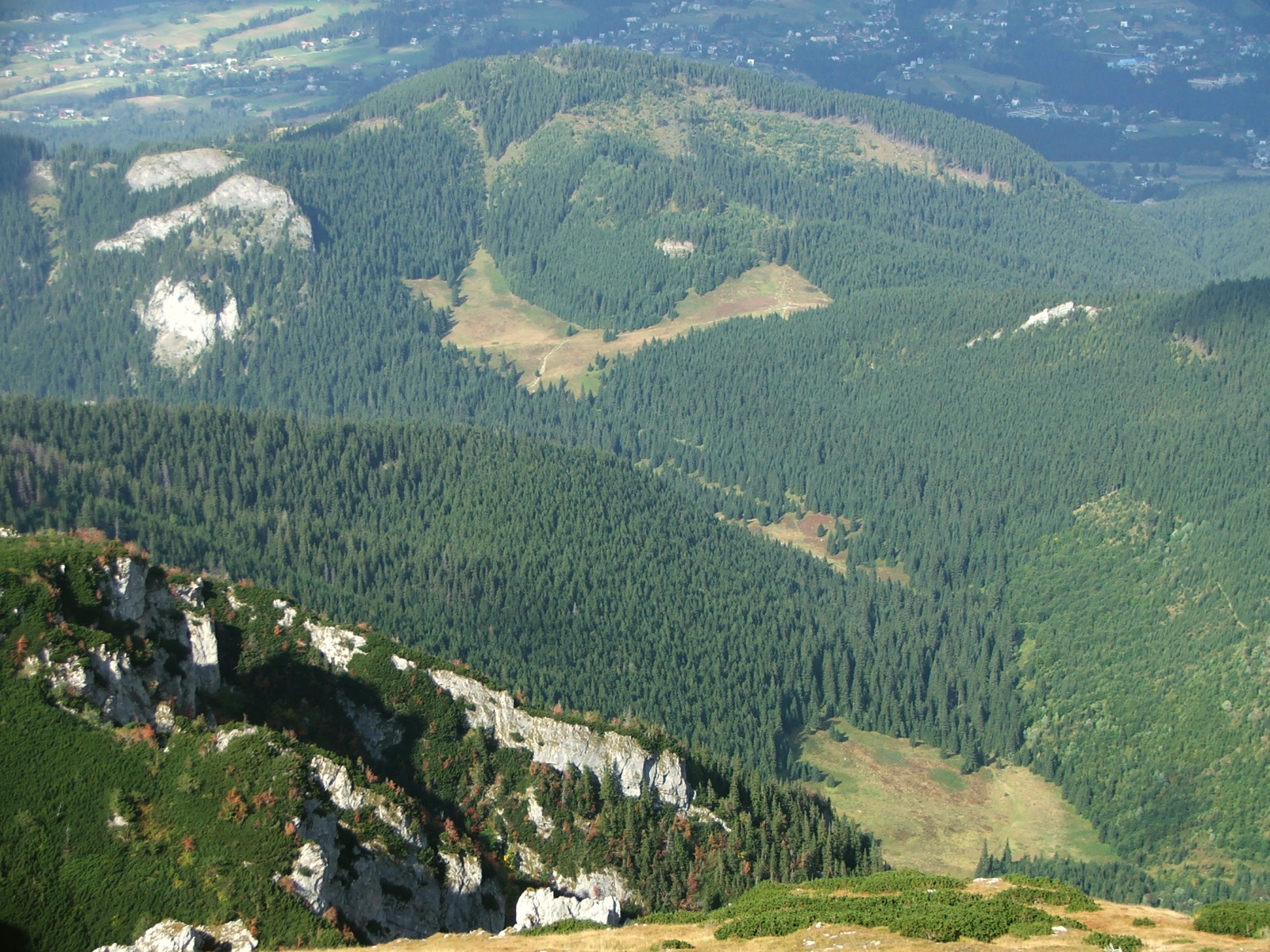
Hruby Regiel – widok z Hali Upłaz

Zbudowany jest ze skał osadowych, głównie z piaskowców i zlepieńców, a także wapieni numulitowych (u podnóża północnego stoku). Osady te jednak nie należą do płaszczowiny reglowej, lecz do serii podhalańskiej z epoki eocenu. Jest prawie całkowicie zalesiony. Przed włączeniem tego obszaru do TPN wskutek niewłaściwej gospodarki leśnej (ściąganie drzew po terenie niepokrytym pokrywą śniegu) w jego zboczach powstały gołe rynny sprzyjające erozji.
Nazwa szczytu (Hruby, w gwarze góralskiej gruby) pochodzi od jego kształtu. Po jego południowej stronie znajduje się zarastająca już polana Jaworzynka Miętusia znajdująca się na grzbiecie łączącym go z sąsiednim Małym Reglem. Z rzadkich w Polsce roślin na Hrubym Reglu stwierdzono występowanie takich gatunków, jak: sit trójłuskowy, irga kutnerowata, storczyk drobnokwiatowy, storzan bezlistny oraz mącznica lekarska (rzadka w Karpatach).

## Linki zewnętrzne

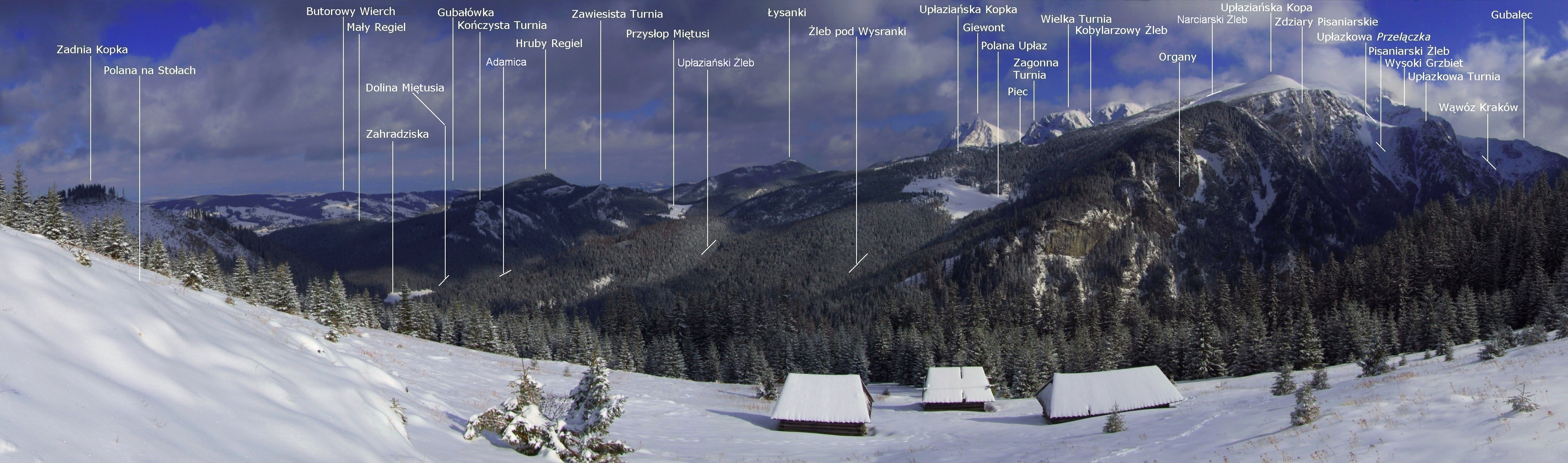
Widok z Polany na Stołach